# Złamanie przewlekłe
Złamanie przewlekłe (synonimy: marszowe, stresowe, zmęczeniowe) — typ złamania, w którym przyczyną przerwania struktury kostnej nie jest pojedynczy uraz, lecz liczne mikrourazy, zazwyczaj rozciągnięte w czasie, bądź przewlekłe przeciążenie (typowy okres działania przyczyny wynosi od kilkunastu dni do kilku tygodni.

## Patomechanizm
Złamanie przewlekłe jest skutkiem zmęczenia mięśni. Pełnią one funkcję nie tylko ruchową, ale i amortyzującą. Poprzez skurcz lub rozluźnienie powodują wyhamowanie ciała, zmniejszenie amplitudy drgań i w konsekwencji rozłożenie nacisku na kość. W zmęczonym mięśniu efekt amortyzacji zanika i obciążenie naciskiem przenosi się wprost na kość. Powtarzające się naciski skutkują zmęczeniem utkania kostnego na zasadzie zmęczenia materiału.

## Występowanie
Złamania pojawiają się w sytuacjach zwiększonego obciążenia narządu ruchu, zwłaszcza u sportowców, którzy zmienili metodykę lub zwiększyli objętość treningu. Nazwa historyczna (złamanie marszowe) pochodzi od częstego występowania tych złamań u żołnierzy piechoty, przede wszystkim niedawno wcielonych poborowych. Jednym z czynników ryzyka jest bieg po twardych nawierzchniach, w nieodpowiednim obuwiu.

## Lokalizacja
Do złamania może dojść w każdej nadmiernie przeciążanej kości. Miejscami częstszego występowania złamań przewlekłych są trzony kości śródstopia oraz górna część trzonu kości piszczelowej, zwłaszcza u biegaczy. Inne lokalizacje złamań to trzon kości udowej, kości ramiennej u (miotaczy), żebro (u wioślarzy), nadgarstek i trzon kręgu L5 u gimnastyków.

## Diagnostyka
Zdjęcie rentgenowskie rzadko pozwala uwidocznić mikrozłamania, co daje 70% wyników fałszywie ujemnych. Badania radiologiczne złamania przewlekłego może (ale nie musi) ujawnić dyskretną szczelinę złamania z dominującym obrazem obfitej kostniny o wrzecionowatym kształcie. Rzadziej, gdy przeciążenia lub mikrourazy były silniejsze, a do złamania doszło w krótszym czasie, szczelina bywa wyraźnie widoczna. Wczesną fazę złamania zmęczeniowego może ujawnić scyntygrafia kośćca.

## Zapobieganie
Wzmocnienie aparatu mięśniowego poprawia rozkład obciążeń, co redukuje nacisk sił działających poza oś długą kości i obniża ryzyko złamania. Odpowiednia podaż wapnia zapobiega niskiej gęstości kośćca (osteopenia), która występuje zwłaszcza u kobiet.
Nie udowodniono natomiast, by zbyt wysoka masa ciała (BMI) zwiększała częstość złamań zmęczeniowych.

## Klasyfikacja ICD10
| kod ICD10     | nazwa choroby                                           |
| ------------- | ------------------------------------------------------- |
| ICD-10: M84   | Zaburzenia ciągłości kości                              |
| ICD-10: M84.3 | Złamanie zmiażdżeniowe niesklasyfikowane gdzie indziej  |
| ICD-10: M48   | Inne choroby kręgosłupa                                 |
| ICD-10: M48.4 | Zmęczeniowe złamanie kręgu Zmiażdżeniowe złamanie kręgu |